# Guerrillas del Bosque

La bandera de guerra de Carelia Oriental diseñada por Akseli Gallen-Kallela y utilizada en 1920-1922.

Las Guerrillas del Bosque (en finlandés: Metsäsissit) fue un movimiento de resistencia finlandés formado por algunos de los habitantes de las parroquias de Repola y Porajärvi además de varios voluntarios de la Guardia Blanca después de que su territorio fuera cedido a la Rusia bolchevique en el Tratado de Tartu de 1920. El conflicto se conoce como el Alzamiento de Carelia Oriental. Las 2.000 fuerzas metsäsissi lograron capturar gran parte de Carelia Oriental durante su rebelión contra sus gobernantes rusos en 1921, con el objetivo de unir estas áreas con la recién formada República de Finlandia. Sin embargo, en 1922 las fuerzas rebeldes se retiraron a Finlandia.